# IC 3019
IC 3019 ist eine elliptische Galaxie vom Hubble-Typ E1 im Sternbild Coma Berenices am Nordsternhimmel. Sie ist rund 74 Millionen Lichtjahre von der Milchstraße entfernt und hat einen Durchmesser von etwa 30.000 Lichtjahren. Die Galaxie ist unter der Katalognummer VCC 9 als Mitglied des Virgo-Galaxienhaufens gelistet.

Im selben Himmelsareal befinden sich u. a. die Galaxien IC 3017, IC 3018, IC 3020, IC 3023.
Das Objekt wurde am 7. Mai 1904 von Royal Harwood Frost entdeckt.